# هيلين دارسي ستيوارت
هيلين دارسي ستيوارت (بالإنجليزية: Helen D'Arcy Stewart)‏ (1765 - 1838)؛ كاتِبة وشاعرة بريطانية.